# Unnur Benediktsdóttir Bjarklind
Unnur Benediktsdóttir Bjarklind, född 1881, död 1946, var en isländsk diktare och författare som skrev under pseudonymen Hulda. Hennes första dikter publicerades i kvinnotidskriften Framsókn vintern 1904-1905 och hennes första diktsamling Kvæði gavs ut 1909. Förutom dikter och ramsor skrev hon noveller och en roman i två band, Dalafólk, utgiven 1936-1939. Hulda har inom isländsk litteraturhistoria fått särskild betydelse för förnyelsen av þulur, en isländsk form av ramsor, som genre.

## Liv och författarskap
Hulda föddes på en gård i Laxárdal i Suður-Þingeyjarsýsla på norra Island. Hennes far var bibliotekarie och i hemmet fanns ett bibliotek. Hon fick en god utbildning och undervisades i både danska, engelska och tyska. Under vintern 1904-1905 vistades hon i Reykjavik och det var då hennes första dikter publicerades, i kvinnotidskriften Framsókn. De mottogs väl och hennes begåvning som diktare lovordades. Trots framgången återvände hon dock till hemtrakten där hon gifte sig. Hon blev mor till fyra barn, men ett av barnen, det första, dog som spädbarn. 
Även som mor och husmor fortsatte hon att skriva. 1905 skrev hon sin första prosatext Alfhildur. I detta verk är gränsen mellan lyrik och prosa flytande och skildringar av verkligheten blandas med drömbilder. Trots att hon tidigt skrev och publicerade prosalyriska texter har hon fått föga erkännande för det i isländsk litteraturhistoria. Hennes första diktsamling Kvæði gavs ut 1909 och denna diktsamling är den som gav henne erkännande som en av de främsta förnyarna av þulur, ramsor, vilket på Island under det tidiga 1900-talet sågs som främst kvinnornas genre. Dessa ramsor handlar oftast om det vardagliga livet, men i Huldas diktning används associationer, metaforer och symbolik på ett sätt som inte förekom i folktraditionen.
I Huldas tidiga verk är ett återkommande tema konflikten mellan jagets drömmar och omgivningens förväntningar. I hennes senare verk är istället moderskapet ett återkommande tema. Hulda skildrar det delvis som uppoffrande, moderskapet står som motsats till friheten och möjligheten till utvecklingen av den konstnärliga begåvningen (som i dikten Hlaðguður från 1926), men hon glorifierar också moderskapet och skriver flera texter som präglas av ett strängt modersideal, till exempel novellen Myndir 1924. Ett annat tema som återkommer i flera av hennes senare verk, till exempel i dikten Þar dali Þrýtur (1926, svenska Där dalarna upphör) och novellen Almar Brá (1941), är naturen som fristad för den förbjudna kärleken.
1936-1939 kom Dalafólk, en roman i två band vars handling är förlagd till den isländska landsbygden. Verket kom att kritiseras för att idealisera bondesamhället och har ansetts präglas av konservatism och överdriven nationalromantik. Romanen blev av många läst som en motskrift till Halldór Laxness socialrealistiska roman Sjálfstætt fólk (svensk titel Fria män).
Den sista samlingen dikter som Hulda författade utgavs postumt 1951.